# Cingilia orsona
Cingilia orsona är en fjärilsart som beskrevs av Druce 1893. Cingilia orsona ingår i släktet Cingilia och familjen mätare. Inga underarter finns listade i Catalogue of Life.